# Campionato mondiale di hockey su ghiaccio 2007
Il Campionato mondiale di hockey su ghiaccio 2007 è stata la 71ª edizione del massimo campionato di hockey su ghiaccio per nazionali organizzato dalla IIHF.

## I tornei

### Campionato mondiale di hockey su ghiaccio maschile
Il 71º Campionato mondiale di hockey su ghiaccio maschile di gruppo A si è tenuto dal 27 aprile al 13 maggio Mosca e a Mytišči, in Russia.
I tornei delle divisioni inferiori si sono tenuti nelle date e nei luoghi seguenti:
- Prima divisione:
  - Gruppo A: 15-21 aprile a Qiqihar, Cina
  - Gruppo B: 15-21 aprile a Lubiana, Slovenia
- Seconda divisione:
  - Gruppo A: 11-17 aprile a Zagabria, Croazia
  - Gruppo B: 2-8 aprile a Seul, Corea del Sud
- Terza divisione: 15-21 aprile a Dundalk, Irlanda

### Campionato mondiale di hockey su ghiaccio femminile
Il 10º Campionato mondiale di hockey su ghiaccio femminile di gruppo A si è disputato dal 3 al 10 aprile a Winnipeg e a Selkirk, in Canada.
Le divisioni inferiori si sono svolte nelle date e nei luoghi seguenti:
- Prima divisione: 2-8 aprile a Nikkō, Giappone
- Seconda divisione: 17-23 marzo a Pyongyang, Corea del Nord
- Terza divisione: 3-10 aprile a Sheffield, Gran Bretagna
- Quarta divisione: 26 marzo - 1º aprile a Miercurea Ciuc, Romania

### Campionato mondiale di hockey su ghiaccio U-20 maschile
Il 31º Campionato mondiale di hockey su ghiaccio U20 maschile di gruppo A si è svolto dal 26 dicembre al 5 gennaio a Leksand e a Mora, in Svezia.
Le divisioni inferiori si sono disputate nelle date e nei luoghi seguenti:
- Prima divisione:
  - Gruppo A 11-17 dicembre 2006 a Odense, Danimarca
  - Gruppo B 11-17 dicembre 2006 a Torre Pellice, Italia
- Seconda divisione:
  - Gruppo A 11-17 dicembre 2006 a Miercurea Ciuc, Romania
  - Gruppo B 10-16 dicembre 2006 a Elektrėnai, Lituania
- Terza Divisione: 8-14 gennaio ad Ankara, Turchia

### Campionato mondiale di hockey su ghiaccio U-18 maschile
Il 9º Campionato mondiale di hockey su ghiaccio U18 maschile di gruppo A si è svolto dall'11 al 22 aprile a Tampere e a Rauma, in Finlandia.
Le divisioni inferiori si sono disputate nelle date e nei luoghi seguenti:
- Prima divisione:
  - Gruppo A: 6-12 aprile a Maribor, Slovenia
  - Gruppo B: 4-10 aprile a Sanok, Polonia
- Seconda divisione:
  - Gruppo A: 15-21 aprile a Miskolc, Ungheria
  - Gruppo B: 12-18 marzo a Miercurea Ciuc, Romania
- Terza divisione: 5-11 marzo a Pechino, Cina
  - Qualificazioni alla Terza Divisione: 28 gennaio a İzmit, Turchia